# G-Eazy
G-Eazy (Oakland, 24 mei 1989), pseudoniem van Gerald Earl Gillum en ook wel Young Gerald genoemd, is een Amerikaanse rapper, songwriter en muziekproducent uit Oakland, Californië. Zijn debuutalbum, These Things Happen, verscheen op 23 juni 2014 en ontving positieve beoordelingen. Het album stond op nummer 3 op de Billboard 200. Zijn tweede album, When It's Dark Out, verscheen op 4 december 2015. Op 15 december 2017 volgde het derde studioalbum genaamd The Beautiful & Damned.

## Biografie
Toen Gillum jong was, gingen zijn ouders uit elkaar. Gerald en zijn jongere broer James trokken in bij hun grootouders in Berkeley (Californië). Later verhuisden ze naar North Oakland, hoewel Gerald op school bleef in Berkeley. Gedurende zijn jeugd had G-Eazy al een passie voor het maken van muziek. Hij was dan ook na schooltijd te vinden op zijn kamer, waar hij, samen met vrienden, bezig was met het maken muziek voor zijn plezier. Rond zijn twaalfde, kreeg Gerald's moeder een relatie met Melissa Mills. In eerste instantie was dit verwarrend voor Gerald, die de verandering in het persoonlijke leven van zijn moeder niet kon begrijpen. Toen hij Melissa later echter accepteerde als deel van de familie en een hechte band met haar opbouwde, raakte Melissa depressief als gevolg van de medicijnen die ze nam voor de behandeling van haar manisch-depressieve stoornis. Op een dag trof Gerald haar aan, overleden aan een overdosis. Hij bespreekt deze ervaring in de laatste vers van "Everything will be OK" van zijn album When It's Dark Out.

## Carrière

### 2008-2014: Carrière start
In augustus 2011 bracht G-Eazy de mixtape "The Endless Summer" uit via zijn officiële website. Bij de tracks in deze mixtape worden veel samples gebruikt, waaronder een vernieuwde versie van de toenmalige nummer een hit in de VS, "Runaround Sue", gezongen door Dion DiMucci.
Het jaar hierop volgend kwam het onafhankelijke album Must Be Nice uit. Dit is een kort album, bestaande uit tien nummers. Hiermee begon zijn populariteit langzaam op te komen in de Verenigde Staten.

### 2014-2016:These Things HappenenWhen It's Dark Out
Op 23 juni 2014 bracht Gerald zijn eerste major-label album uit genaamd These Things Happen. Dit album is tot op heden bijna 265.000 keer verkocht. Op 21 oktober 2014 kondigde Gerald zijn eerste wereldwijde tour genaamd From the Bay to the Universe aan, waarbij hij zelf headliner was. Hij bezocht Nederland op 6 juli 2014 in de Melkweg in Amsterdam.
When It's Dark out, verscheen op 4 december 2015.
De When It's Dark Out tour is G-eazy's tweede wereld tour. Gerald bezocht ook deze keer Nederland en stond wederom in de Melkweg, ditmaal op 19 mei. Daarnaast trad hij op in TivoliVredenburg in Utrecht. Dit concert vond plaats op 16 augustus 2016 en stond los van zijn When It's Dark Out en The Endless Summer tour.

### 2017-2018:The Beautiful & Damned
Op 15 december 2017 verscheen het album The Beautiful & Damned. Dit album bevat twintig nummers waaronder een aantal in samenwerking met artiesten als Halsey (zijn ex-vriendin), Charlie Puth en verschillende Bay Area artiesten als Kehlani, E-40 en Jay Ant met wie hij in eerdere albums ook al heeft samengewerkt. Zoals bij de eerdere albums ook het geval is, vindt ook hier een gelijknamige tour plaats. Na de tour in Amerika te hebben afgerond, volgt de Europese tour. Hij zal hierbij op 24 mei 2018 optreden op het mainstage van Poppodium 013 te Tilburg. Dit is niet de eerste keer dat Gerald zich in Tilburg bevindt, aangezien hij het voorafgaande jaar, op 1 juli 2017, optrad op het Woo Hah festival dat door het poppodium is georganiseerd.

## Persoonlijk leven
Nadat hij afstudeerde aan de Berkeley High School, verhuisde Gillum naar New Orleans, om aan de Loyola University te studeren. Hier volgde hij marketing, production en business. In 2011 studeerde hij af met een BA in Music Industry Studies.

## Hitnoteringen
| Single met eventuele hitnotering(en) in de Nederlandse Top 40 | Datum van verschijnen | Datum van binnenkomst | Hoogste positie | Aantal weken | Opmerkingen                                     |
| ------------------------------------------------------------- | --------------------- | --------------------- | --------------- | ------------ | ----------------------------------------------- |
| Me, Myself & I                                                | 2016                  | 06-02-2016            | 7               | 11           | met Bebe Rexha / Nr. 12 in de Single Top 100    |
| Make Me...                                                    | 2016                  | 23-07-2016            | tip18           | -            | met Britney Spears                              |
| You & Me                                                      | 2016                  | 17-09-2016            | tip2            | -            | met Marc E. Bassy / Nr. 85 in de Single Top 100 |
| Good Life                                                     | 2017                  | 29-04-2017            | tip1            | -            | met Kehlani / Nr. 75 in de Single Top 100       |
| Him & I                                                       | 2018                  | 13-01-2018            | 15              | 8            | met Halsey                                      |
| Love runs out                                                 | 2021                  | 07-08-2021            | tip30*          |              | met Martin Garrix & Sasha Alex Sloan            |

| Single met hitnotering(en) in de Vlaamse Ultratop 50 | Datum van verschijnen | Datum van binnenkomst | Hoogste positie | Aantal weken | Opmerkingen              |
| ---------------------------------------------------- | --------------------- | --------------------- | --------------- | ------------ | ------------------------ |
| You Don't Own Me                                     | 2015                  | 20-05-2015            | tip42           | -            | met Saygrace             |
| Me, Myself & I                                       | 2016                  | 20-02-2016            | 12              | 16           | met Bebe Rexha           |
| Make Me...                                           | 2016                  | 23-07-2016            | tip33           | -            | met Britney Spears       |
| You & Me                                             | 2016                  | 06-08-2016            | tip30           | -            | met Marc E. Bassy        |
| Some Kind of Drug                                    | 2017                  | 14-01-2017            | tip             | -            | met Marc E. Bassy        |
| Good Life                                            | 2017                  | 08-04-2017            | tip3            | -            | met Kehlani              |
| No Limit                                             | 2017                  | 18-11-2017            | tip13           | -            | met A$AP Rocky & Cardi B |
| Him & I                                              | 2018                  | 13-01-2018            | 18              | 10           | met Halsey               |
| Girls Have Fun                                       | 2019                  | 02-02-2019            | tip             | -            | met Tyga & Rich the Kid  |